# August Gärtner

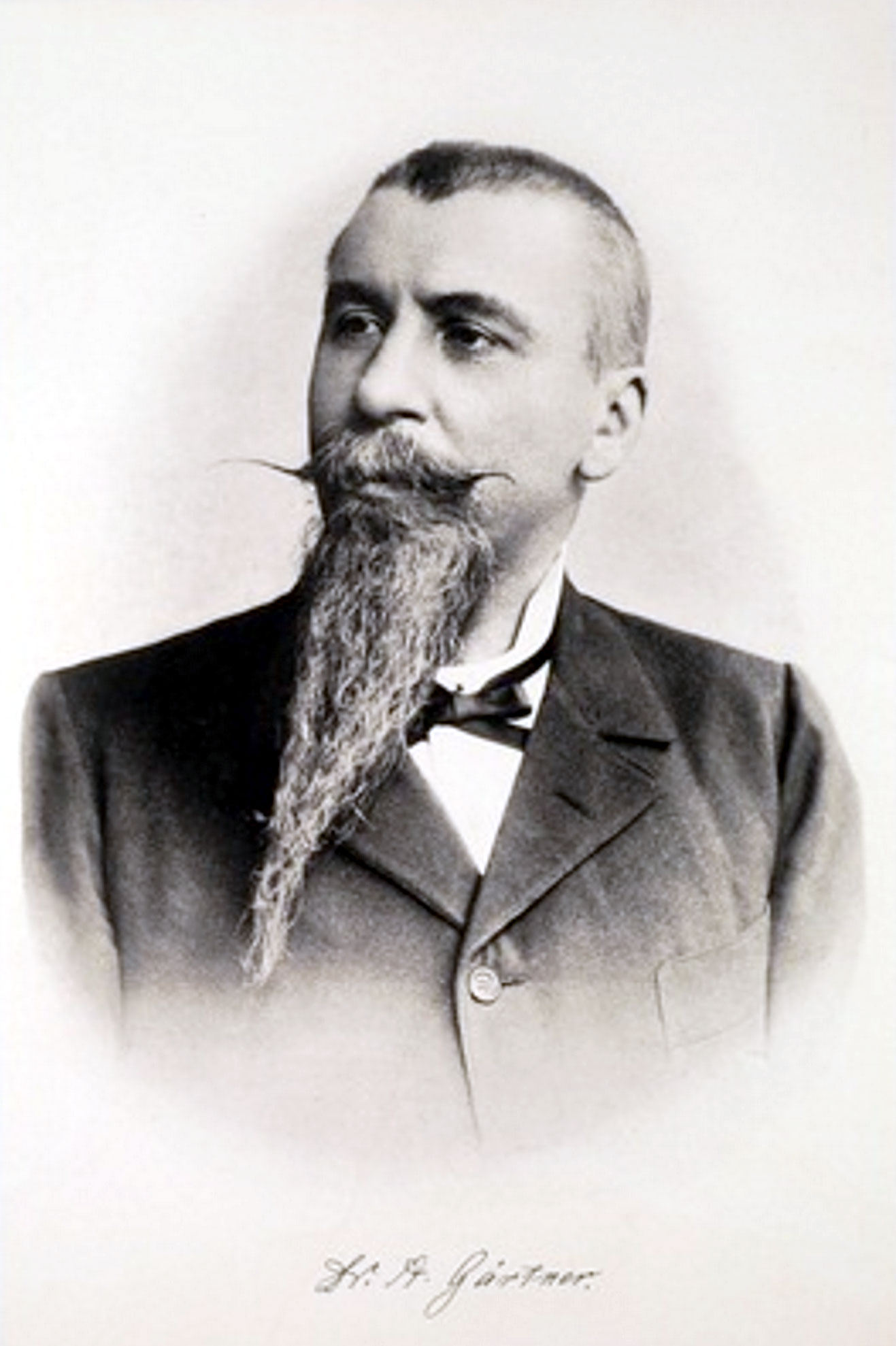
August Gärtner

August Gärtner (* 18. April 1848 in Ochtrup; † 21. Dezember 1934 in Jena) war ein deutscher Sanitätsoffizier, Hygieniker und Hochschullehrer.

## Leben
August Gärtner war ältester von drei Söhnen des Wundarztes Johannes Gärtner und dessen Frau Jenny geb. Dahme. Er besuchte anfänglich die Knabenpension von Joseph Knickenberg (1814–1884) in Telgte und danach das Gymnasium in Münster. Nachdem er im Herbst 1867 das Abitur bestanden hatte, setzte er seine Ausbildung am Medicinisch-chirurgischen Friedrich-Wilhelm-Institut in Berlin fort. 1868 wurde er Mitglied des Pépinière-Corps Suevo-Borussia. Als Feldassistenzarzt zog er in den Deutsch-Französischen Krieg. Er nahm an der Schlacht bei Gravelotte, der Schlacht von Sedan sowie an der Belagerung von Paris teil. 1872 bestand er das Rigorosum magna cum laude, das Staatsexamen cum laude. Mit einer Doktorarbeit über den Dekubitus wurde er am 27. Januar 1872 in Berlin zum Dr. med. promoviert.
Am 24. Januar 1873 zum Assistenzarzt befördert, diente er ein Jahr in Wesel beim 57. Infanterie-Regiment und wurde dann zwölf Jahre zur Kaiserlichen Marine versetzt. Davon erlebte er zweieinhalb Jahre in Ostasien und zweieinhalb Jahre in Südamerika. Am 24. Juli 1877 wurde er Stabsarzt. Vom 1. Januar 1884 bis zum 1. April 1886 war er an das Kaiserliche Gesundheitsamt kommandiert. Hier arbeitete er unter der Leitung von Robert Koch. Am 22. Juni 1886 schied er als Marinestabsarzt aus seinen militärischen Verpflichtungen.
Am 10. Mai 1886 folgte er einem Ruf als a.o. Professor an die Universität Jena. Am 27. Juni 1887 erhielt er den Lehrstuhl für Hygiene. Damit wurde er Direktor des Hygienischen Instituts in Jena, fand dort aber äußerst primitive Verhältnisse vor. Er beschrieb diese wie folgt:

„Professor der Hygiene war ich nun, aber wie! Ein hygienisches Institut gab es nicht. Meine Vorlesungen halten durfte ich in dem Hörsaal der inneren Klinik von Prof. Rossbach. In dem Saal stand, stolz an die Rückwand gelehnt ein kleiner Küchenschrank auf den die Studenten mit Kreide geschrieben hatten: Hygienisches Institut.“

1888 wies Gärtner bei einer Massenfleischvergiftung den verantwortlichen Erreger nach, der seitdem seinen Namen trägt: Bacillus enteritidis Gärtner. Im Sommersemester 1893 wurde er Rektor der Salana, arbeitete als Mitglied im Reichsgesundheitsrats und war Mitglied des Beigeordneten Rates der Kaiserlich Biologischen Anstalt für Land- und Forstwirtschaft. Obwohl Gärtner ohne Habilitation in diese Professur gelangt war, entfaltete er durchaus Wirksamkeit. So organisierte er die Seuchen- und Hygienepolitik der damaligen Thüringer Kleinstaaten mit, beschäftigte sich mit Lösungen zur Fäkalien und Abfallwirtschaft und machte sich für eine moderne Kanalisation in Jena stark. Den Bürgern seiner Heimatstadt Ochtrup stand Gärtner mit seinem Wissen über die Hygiene jederzeit mit Rat und Tat zur Seite. Am 1. April 1915 wurde er emeritiert. Jedoch blieb für den Hygieneprofessor weiterhin ein großes Aufgabengebiet erhalten. Mit dem Ausbruch des Ersten Weltkrieges wurde Gärtner hygienischer Beirat für sämtliche Lazarette des XI. Armee-Korps. Er organisierte die Hygienefragen in Kriegsgefangenenlagern. Am 31. Dezember 1918 wurde Gärtner aus dem Deutschen Heer entlassen. Er wurde auf dem Nordfriedhof (Jena) in einem Ehrengrab (Grabfeld 21, Grab 53) bestattet.

## Wirken
Die Hygiene galt zum ausgehenden 19. Jahrhundert als Grenzwissenschaft, welche auf verschiedene Gebiete des täglich Lebens übergriff. Vor allem aber die zunehmende Industrialisierung hinterließ in der Umwelt der damaligen Zeit viele Rückstände im Wasser und Boden. Sie waren eine Brutstätte verschiedener Bakterienkulturen und verursachten eine gesundheitliche Beeinträchtigung von verschiedenen Individuen. Gärtner war auf nahezu allen Gebieten der Hygiene bewandert, ein besonderes Anliegen war ihm jedoch die Wasserhygiene. Für seine Expertise auf diesem Gebiet wohl bekannt, war er an der Planung der Wasserversorgung und Assanierung zahlreicher Gemeinden im In- sowie im Ausland beteiligt. Deshalb war auch die wissenschaftliche Tätigkeit von Gärtner sehr vielseitig. Gärtner schrieb über 90 wissenschaftlich gedruckte Werke, welche alle Gebiete der Hygiene behandeln, zum Beispiel Schiffs-, Stadt- und Wohnungshygiene, über Wasser- und Nahrungsmittelhygiene, ebenso wie über Kriegshygiene. Dabei verfasste er außerdem wissenschaftliche Arbeiten über Abwässer, Desinfektion und Bakteriologie.
Zu Gärtners bekanntesten Büchern gehört das Buch Die Hygiene des Wassers, damals auch als „Wasserbibel“' bekannt. Als Wasserspezialist war er nicht nur in Deutschland eine gefragte Person, sondern wurde über die Grenzen hinaus vielfach als Gutachter herangezogen. Gärtner war unter anderem in Luxemburg, Sankt Petersburg, Moskau, Belgrad und Kairo tätig. August Gärtner entdeckte den nach ihm benannten Erreger des Paratyphus, auch „Gärtner-Bazillus“ genannt.

## Familie

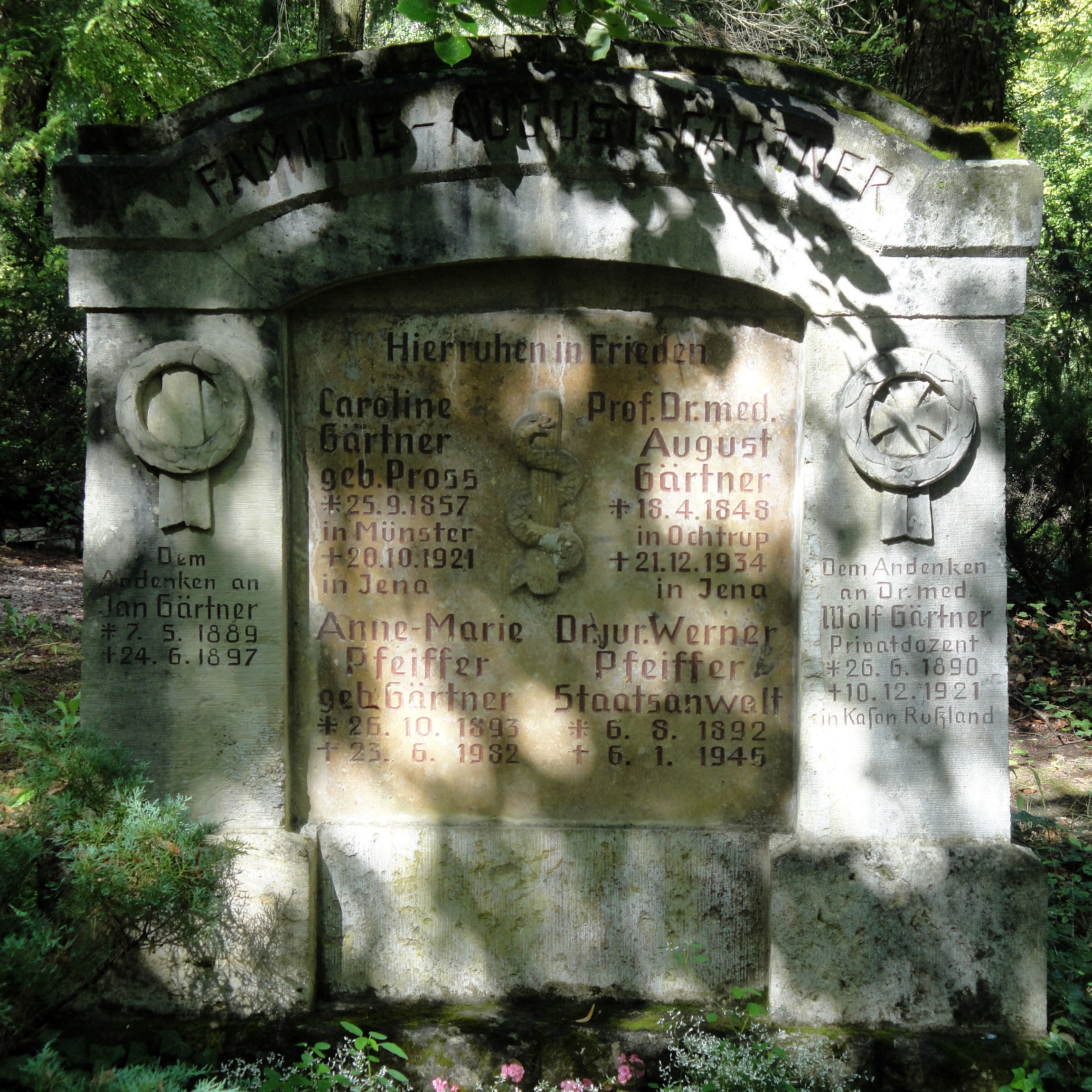
Grab von August Gärtner auf dem Nordfriedhof in Jena

August Anton Hieronymus Gärtner heiratete am 23. Oktober 1878 in Münster Caroline (Lilly) Auguste Josephine Maria Pross. Lilly (* 25. September 1857; † 20. Oktober 1921) war die Tochter des Münsteraner Kaufmanns und Stadtrats Friedrich Wilhelm Proß. Friedrich war Sohn des Bürgermeisters (1814 bis 1831) von Ochtrup, Clemens Alexander Ignatius Maria Proß (1777–1834). Aus der Ehe stammt der Sohn Wolfgang Gärtner (* 26. Juni 1890 in Jena; † 10. Dezember 1921 in Russland) und die Tochter Anne-Marie Gärtner (* 26. Oktober 1893 in Jena; † 23. Juni 1982).

## Ehrungen
Gärtner erhielt zahlreiche Ehrungen, aus denen er sich nicht viel machte: „In dicken Orden zeigt sich auf meinem Busen die gesamte Geographie Thüringens.“
- Ehrenmitglied der französischen Gesellschaft der Innungen und Stadthygieniker
- Mitglied der Königlich Schwedischen Akademie der Wissenschaften (1916)
- Kriegsdenkmünze für die Feldzüge 1870–71 (Deutsches Reich)
- Roter Adlerorden 4. Klasse
- Königlicher Kronen-Orden (Preußen) 4. Klasse
- Eisernes Kreuz 2. Klasse
- Geheimer Hofrat
- Zentenarmedaille
- Hausorden vom Weißen Falken, Kommandeur
- Herzoglich Sachsen-Ernestinischer Hausorden, Ritter 1. Klasse
- Takovo-Orden, Offizier
- Mecidiye-Orden 4. Klasse.[6]
- Dr. phil. h. c. der Westfälischen Wilhelms-Universität
- Ehrenmitglied des Corps Suevo-Borussia
- Bunsen-Pettenkofer-Ehrentafel
- Ehrenbürger von Ochtrup
- Ehrenbürger von Jena
- Im Jenaer Stadtteil Wenigenjena gibt es eine August-Gärtner-Straße.

## Werke
- Ventilationsverhältnisse an Bord S. M. S. Moltke. In: Vierteljahrsschrift für öffentliche Gesundheitspflege. 1881 (Digitalisat).
- Anleitung zur Gesundheitspflege an Bord von Kauffahrteischiffen. Berlin 1888.
- Leitfaden der Hygiene: für Studierende, Ärzte, Architekten, Ingenieure und Verwaltungsbeamte. Berlin 1892, 1896, 1899, 1905, 1909, 1914, 1920, 1923.
- Festrede gehalten in der Universitätskirche zu Jena zur Akademischen Preisvertheilung am 8. Juli 1893, dem Tage des Vierzigjährigen Regierungsjubiläums Seiner Königlichen Hoheit des Grossherzogs Carl Alexander. Jena 1893.
- Über Methoden, die Möglichkeit die Infektion eines Wassers zu beurtheilen. Berlin 1895.
- Die Hygiene des Trinkwassers. Berlin 1897.
- Die Quellen in ihren Beziehungen zum Grundwasser und zum Typhus. Jena 1902.
- Die Hygiene des Wassers. Vieweg, Braunschweig 1915. (Digitalisat), Braunschweig 1916.
- Wasser und Boden. Leipzig 1919.
- Die Wasserversorgung und Abwasserbeseitigung im rheinisch-westfälischen Industriegebiet. München 1927.